# Ángel Suárez
Ángel Suárez (ur. 15 listopada 1990) – portorykański bokser, brązowy medalista igrzysk panamerykańskich.
W 2011 roku wystąpił  w Igrzyskach Panamerykańskich w Gudalajarze zdobywając brązowy medal w wadze lekkiej. Pokonał Cesara Villarragę z Kolumbii i Julio Corteza z Ekwadoru a w półfinale przegrał z Brazylijczykiem Robsonem Conceição.